# D319 (Seine-et-Marne)
De D319 is een departementale weg in het Franse departement Seine-et-Marne, ten zuidoosten van Parijs. De weg loopt van Brie-Comte-Robert via Coubert naar Guignes.

## Geschiedenis
Oorspronkelijk was de D319 onderdeel van de N19. In 2000 werd de loop van de N19 aangepast over een zuidelijker tracé, de huidige D619. De oude weg werd overgedragen aan het departement Seine-et-Marne en omgenummerd tot D319.